# Катковский сельсовет
Ка́тковский сельсовет (бел. Каткаўскі сельсавет) — административно-территориальная единица Глусского района Могилёвской области Республики Беларусь.

## Географическое положение
На территории сельсовета находятся: СПК "Колхоз «Заря», Катковское лесничество, 21 объект социально-культурной сферы.
Граничит с Козловичским, Березовским, Клетненским, Славковичским сельсоветами (Глусский район), Поречским сельсоветом (Октябрьский район).
Агрогородок Катка расположен на расстоянии 25 км от Глуска.

## История
В 2013 году в состав Катковского сельсовета включены населённые пункты упразднённого Берёзовского сельсовета.

## Население
- 1999 год — 1341 человек
- 2010 год — 837 человек

На 2011 год количество населения — 896, из них: несовершеннолетних — 125, трудоспособных — 466, нетрудоспособных — 305. Подворьев — 436

## Состав
Включает 9 населённых пунктов:
- Берёзовка — агрогородок.
- Бобровичи — деревня.
- Дзержинский — посёлок.
- Жуковичи — деревня.
- Замосточье — деревня.
- Зарекуша — деревня.
- Згода — деревня.
- Катка — агрогородок.
- Косаричи — деревня.
- Поблин — деревня.
- Подлужье — деревня.
- Птичь — посёлок.
- Розлевичи — деревня.
- Слободка — деревня.
- Холопеничи — деревня.

13 апреля 2018 года из состава Катковского сельсовета была передана часть земель в состав Козловичского сельсовета Глусского района Могилёвской области с расположенными на них деревнями Зубаревичи и Зеленковичи.